# Pitta sordida
Pitta sordida е вид птица от семейство Pittidae.

## Разпространение
Видът е разпространен в Бангладеш, Бутан, Бруней, Виетнам, Индия, Индонезия, Камбоджа, Китай, Лаос, Малайзия, Мианмар, Непал, Папуа Нова Гвинея, Сингапур, Тайланд и Филипините.